# Burgau (Austria)
Burgau è un comune austriaco di 1 064 abitanti nel distretto di Hartberg-Fürstenfeld, in Stiria; ha lo status di comune mercato (Marktgemeinde).